# Epibellowia
Genre
Epibellowia est un genre d'araignées aranéomorphes de la famille des Linyphiidae.

## Distribution
Les espèces de ce genre se rencontrent en Russie asiatique et au Japon.

## Liste des espèces
Selon World Spider Catalog (version 16.5, 11/08/2015) :
- Epibellowia enormita (Tanasevitch, 1988)
- Epibellowia pacifica (Eskov & Marusik, 1992)
- Epibellowia septentrionalis (Oi, 1960)

## Publication originale
- Tanasevitch, 1996 : Reassessment of the spider genus Wubanoides Eskov, 1986 (Arachnida: Araneae: Linyphiidae). Reichenbachia, vol. 31, p. 123-129.